# Muqattam

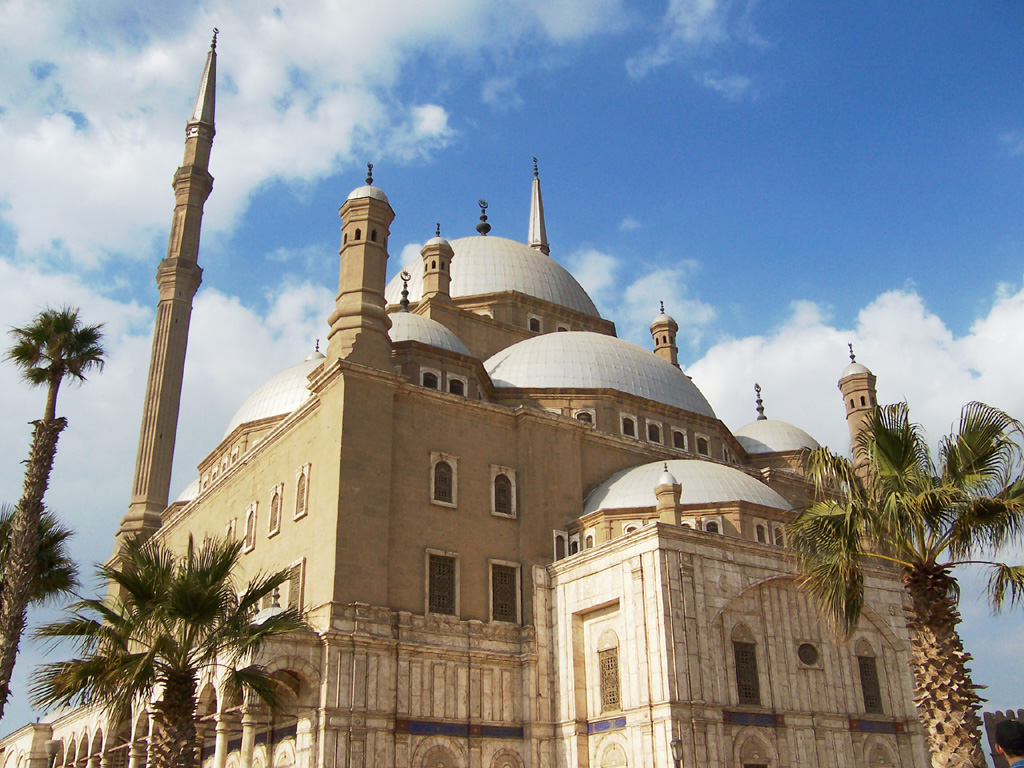
La moschea di Mehmet Ali sul Muqattam

Muqattam (in arabo ﻣﻘﻄﻢ‎?, Muqaṭṭam) è la principale altura del Cairo, che si erge a est del Nilo, sulla quale si eleva dal XIX secolo la grandiosa moschea di Mehmet Ali, luogo d'inumazione del primo Wali dell'Egitto, resosi de facto autonomo dal nominale sovrano del Paese, il Sultano ottomano d'Istanbul.

Sulle sue falde sorge un'altra moschea dedicata al grande poeta sufi Ibn al-Fāriḍ, ancor oggi meta di pio pellegrinaggio, nel distretto di al-Qadiryia della Qarafa.
L'etimologia è incerta, anche perché un nome popolare per indicarlo è stato quello di Muqaṭṭab, anche se per ribadirne un'origine araba si immagina il nome d'un mitico eroe, al-Muqaṭṭam b. Miṣr b. Baysar b. Ham (lett. "al-Muqaṭṭam figlio di Miṣr, figlio di Baysar, figlio di Cam").
L'importanza della collina è legata al fatto che, a partire dall'età ayyubide, e in particolare dal sultanato di al-Malik al-Kamil, essa divenne il luogo del potere militare e politico, conservando questa centralità anche in età mamelucca e ottomana.
Alle falde del Muqattam si allunga la vasta area urbana chiamata dagli stessi cairoti al-Zabbalīn (lett. "Gli immondezzai"), dove l'estrema povertà costringe i settanta-ottantamila abitanti (per lo più copti) a un onesto ma ingrato lavoro di raccolta e di cernita manuale, negli spazi viari (ma anche dentro i locali dei fabbricati destinati ad abitazione), delle enormi quantità di immondizia, del tutto non differenziata, prodotta dalla  cosiddetta "Grande Cairo".

## Il Monte Muqattam nella religione cristiano-copta
La Chiesa ortodossa copta ha una leggenda in relazione a questo monte.
Durante il califfato fatimide di al-Mu'izz li-din Allah e durante il patriarcato di Abram Ibn Zar’a, nel X secolo, si narra che il califfo fu informato da un consigliere di religione ebraica di una credenza che circolava fra i copti: «Se avrete fede pari a un granello di senape, direte a questo monte: “Spòstati da qui a là”, ed esso si sposterà» [Mt 17, 20]. Il califfo, colpito da queste parole, convocò il patriarca copto ordinandogli di spostare il Muqattam. Se non ci fosse riuscito, sarebbe stata una prova schiacciante della non veridicità del cristianesimo, e così i copti avrebbero dovuto o convertirsi all'Islam o morire.
Il patriarca, tornato nella sua comunità e aiutato da san Simeone il Calzolaio, riuscì a indire 3 giorni di digiuno e preghiera, alla fine dei quali tutta la comunità si diresse ai piedi del monte in una preghiera disperata. A causa di un terremoto il monte si mosse.
Da quel giorno la, chiesa ortodossa copta digiuna 3 giorni in più dei canonici 40 previsti per l'Avvento.